# Nanov
Nanov là một xã thuộc hạt Teleorman, România. Dân số thời điểm năm 2002 là 3653 người.